# Lengua de señas peruana
La Lengua de Señas Peruana (siglas: LSP) (Glottocode: peru1235, ISO 639-3: prl) es una lengua originaria peruana, creada y utilizada por la comunidad sorda en el Perú. Como toda lengua, posee su propio léxico y su propia gramática, diferentes de las lenguas orales en el Perú y de otras lenguas de señas en el mundo. Al igual que otras lenguas minoritarias usadas en el Perú, actualmente está reconocida por el Estado mediante la Ley 29535, ya debidamente reglamentada. La LSP cuenta con algunas influencias de vocabulario en señas utilizado en otros países, como la lengua de signos española, la lengua de señas americana, entre otras. El censo nacional del 2017 registra poco más de diez mil señantes nativos de LSP, aunque probablemente se trate de muchos más.

## Historia de la lengua de señas peruana
Como en todas las comunidades sordas, en el Perú también las personas sordas han creado su propia lengua de señas desde el principio de los tiempos. Sin embargo, igual que en otros casos de lenguas de señas, no hay muchos testimonios materiales acerca de su historia, pues se trata de lenguas que no solo eran marginales, sino que ni siquiera se les reconocía su estatus de lengua (algo que solo ocurrió en 1960 con la publicación de las investigaciones de William C. Stokoe). A pesar de eso, reportes acerca de lenguas de señas en el mundo se pueden remontar hasta la antigüedad, como por ejemplo en el Cratilo, diálogo de Platón, donde Sócrates dice:
si no tuviéramos voz ni lengua y nos quisiéramos manifestar recíprocamente las cosas, ¿acaso no intentaríamos, como ahora los sordos, manifestarlas con las manos, la cabeza y el resto del cuerpo?
Como señalan muchos investigadores, esto es evidencia de que todas las sociedades donde a las personas sordas se les ha permitido formar una comunidad han creado una lengua de señas. Eso implica que en el Perú ha habido lengua de señas desde siempre, aunque no haya registro. Una evidencia indirecta de esta presencia la encontramos en el testimonio de Felipe Guamán Poma de Ayala, quien menciona la existencia de comunidades sordas durante el período prehispánico. Entonces, no hay razón para pensar que no había una lengua de señas antes de la llegada del castellano a estos territorios.
Los primeros reportes en notar la presencia de la LSP en Lima datan de 1936, año en que se fundó el colegio Inmaculada de Barranco, el primer colegio para sordos en el país. A partir de allí, los esfuerzos por crear una organización de personas sordas se hacen más visibles, y son precisamente esos estudiantes quienes luego serían los primeros líderes sordos. Otro momento crucial en el desarrollo de la comunidad sorda peruana y su lengua fue la fundación del colegio Efata en 1970, pues, al ser fundado por misioneros baptistas sordos norteamericanos, es en ese momento que empieza la influencia de la lengua de señas americana en la LSP en la ciudad de Lima.
A partir de esos años se produce una progresiva toma de conciencia de la identidad sorda peruana, y se intensifican los esfuerzos por alcanzar el reconocimiento legal, lo que se logra en el 2010, con la aprobación de la Ley 29535. Esto abre paso a la extensión de servicios en LSP para las personas sordas en el Perú, incluida la obligación de entidades públicas y privadas de ofrecer el servicio de interpretación en LSP, tal como se exige en el reglamento de la ley respectiva. Sin embargo, la LSP está explícitamente excluida de la política lingüística del país, debido a que el Ministerio de Cultura se niega a reconocer su carácter originario.
También se dio lugar a comenzar diferentes estudios tanto gramaticales como antropológicos acerca de la comunidad sorda peruana y su lengua. Se ha mapeado la distribución de la LSP en diferentes partes del país, y se han indentificado variedades de LSP diferentes a la limeña.

## Investigación sobre la Lengua de Señas Peruana
La investigación sobre la LSP es reciente, y se ha concentrado principalmente en las acciones tomadas por el Ministerio de Educación, los grupos de trabajo en la PUCP y algunas iniciativas particulares en otras universidades y asociaciones.
El Ministerio de Educación, en el año 1987 publicó un Manual de Lengua de Señas. Este material fue muy importante dado que por primera vez se emite un material oficial del Ministerio de Educación sobre la lengua de señas y su vocabulario. Se ha reimpreso algunas veces, con modificaciones. También se iniciaron actividades para la realización de un estudio sobre la LSP, que el Ministerio de Educación realizó parcialmente.
En el año 2000 un grupo de personas formaron una mesa de trabajo denominada “Manos Que Hablan - Proyección Social de la Lengua de Señas Peruana”, integrada por personas naturales y jurídicas entre las cuales estuvo la Asociación de Sordos del Perú. Esta mesa trabajó con el objetivo de poner en agenda de las Asociaciones de Sordos y las personas sordas, la situación de la lengua de señas. Esta mesa descontinuó su trabajo en el año 2003 debido a que la Asociación de Sordos Del Perú cerró su local ubicado en San Isidro.
En el 2009 se publicó el primer estudio sociolingüístico sobre la LSP, que examinó su situación en diversas ciudades del país, concluyendo que la LSP presenta variedad al interior del país, y que la variedad limeña era la más prestigiosa. Se señalaron también algunos problemas relacionados con la situación educativa y cultural de la comunidad sorda, haciendo énfasis en las dificultades de la persona sorda para acceder a la educación. Esto ha sido corroborado por una investigación antropológica hecha en Iquitos, que muestra cómo el sistema de educación inclusiva, el cual consiste en incluir al niño sordo en una aula con estudiantes oyentes mientras el docente desarrolla la clase en castellano oral, ha fracasado, y lejos de permitir al estudiante sordo un acceso a una educación de calidad, lo que hace es aislarlo de su comunidad propia, de su lengua propia (la LSP) y lo deja sin adquirir incluso las competencias más básicas, como leer, escribir o realizar las operaciones aritméticas más elementales.
En la PUCP se han iniciado diferentes estudios sobre la naturaleza lingüística de la LSP. El Grupo de Investigación Señas Gramaticales, ha elaborado el primer corpus de LSP, disponible de manera digital en el Archivo Digital de Lenguas Peruanas de la Pontificia Universidad Católica del Perú. Adicionalmente, este Grupo ha elaborado una Gramática Básica de la Lengua de Señas Peruana, de manera visual, por primera vez señada en la propia LSP. A partir de allí se han producido varias tesis universitarias y diversas investigaciones académicas sobre la gramática de la LSP. Se han estudiado  la forma y la sintaxis de los clasificadores en LSP. Se ha investigado también la forma cómo la LSP permite la creación de nombres propios en señas. Por otra parte, se ha analizado el impacto de la LSP sobre el castellano escrito de los señantes sordos, así como la relevancia de la LSP para la enseñanza de castellano escrito y la construcción del discurso metafórico. Se ha estudiando también la concordancia verbal, el funcionamiento de los pronombres y la estructura argumental. Asimismo, el Grupo de Investigación Señas Gramaticales ha organizado dos coloquios internacionales y numerosos eventos de investigación y difusión.

## Propiedades generales de la Lengua de Señas Peruana
De acuerdo con los especialistas, algunas características generales de la lengua de señas peruana son:,
1. No es uniforme en todo el Perú, pues presenta diferencias según la región en la que se emplea, lo mismo que las lenguas orales como el castellano. Se formula la hipótesis de que la lengua de señas peruana es en verdad una familia de varias lenguas diferenciadas en distintas zonas del país (como por ejemplo, en Sivia, Ayacucho[11]), e inclusive es diferente dentro de la misma ciudad de Lima.[30]
2. Ha sido creada por la propia comunidad sorda peruana, y es por lo tanto diferente a otras lenguas de señas en otros países.
3. Los gestos faciales y corporales también cumplen un rol gramatical, como en todas las lenguas de señas
4. Es un idioma vivo, en constante cambio y evolución
5. Tiene una gramática propia que no depende del castellano hablado en el país; por ejemplo, el orden básico es Sujeto-Objeto-Verbo,[31] aunque hay mucha libertad en el orden de las señas.

Debe tenerse en cuenta que la LSP tiene su propia estructura gramatical, y no se trata simplemente de una transposición de las palabras castellanas a señas (lo que se conoce como "castellano signado"). Puede apreciarse esa diferencia, por ejemplo, en los esfuerzos por traducir a LSP el Himno Nacional, lo que demanda no solo una comprensión del texto castellano sino también un trabajo reflexivo en la propia LSP, como ocurre al traducir cualquier otra lengua.